# الوارتیرانگاری
الوارتیرانگاری (به انگلیسی: Alwarthirunagiri) یک منطقهٔ مسکونی در هند است که در تامیل نادو واقع شده‌است.

## خصوصیات
الوارتیرانگاری ۸٬۸۷۶ نفر جمعیت دارد.